# 아디다스 팀가이스트
아디다스 +팀가이스트(독일어: Adidas +Teamgeist ˈtiːmgaɪ̯st[*], +는 발음하지 않음)는 아디다스가 몰텐의 협조로 개발한 축구공이다. 이 공은 독일에서 열린 2006년 FIFA 월드컵의 공인구이기도 했다. + 표시가 이름에 들어간 이유는 상표 등록 목적으로 집어넣은 것으로, 독일어 단어인 팀 정신(Teamgeist)을 상표로 등록할 수 없기 때문이었다.

## 구조
공 설계는 아디다스 혁신팀과 몰텐의 협조로 1970년 월드컵에 텔스타를 선보인 이래 월드컵 공인구를 계속 제작한 아디다스에서 제조했다. +팀가이스트 공은 기존의 공인구와 비슷한데 1970년 이래 표준으로 평가되는 32개 조각이 아닌 14개의 곡선 조각으로 만들어졌다.(깎은 정팔면체와 위상학적으로 동일) 32조각을 붙여 만든 호테이루의 경우처럼 +팀가이스트도 박음질이 아닌 열로 조각을 붙여 제작되었다. 개발사는 +팀가이스트가 구형에 더 가깝고 어느 방향으로 차든지 간에 비슷한 궤적으로 날아가며 거의 완전 방수에 가까워 악천후에도 영향을 받지 않는다고 설명했다.

## 월드컵 공식 경기구

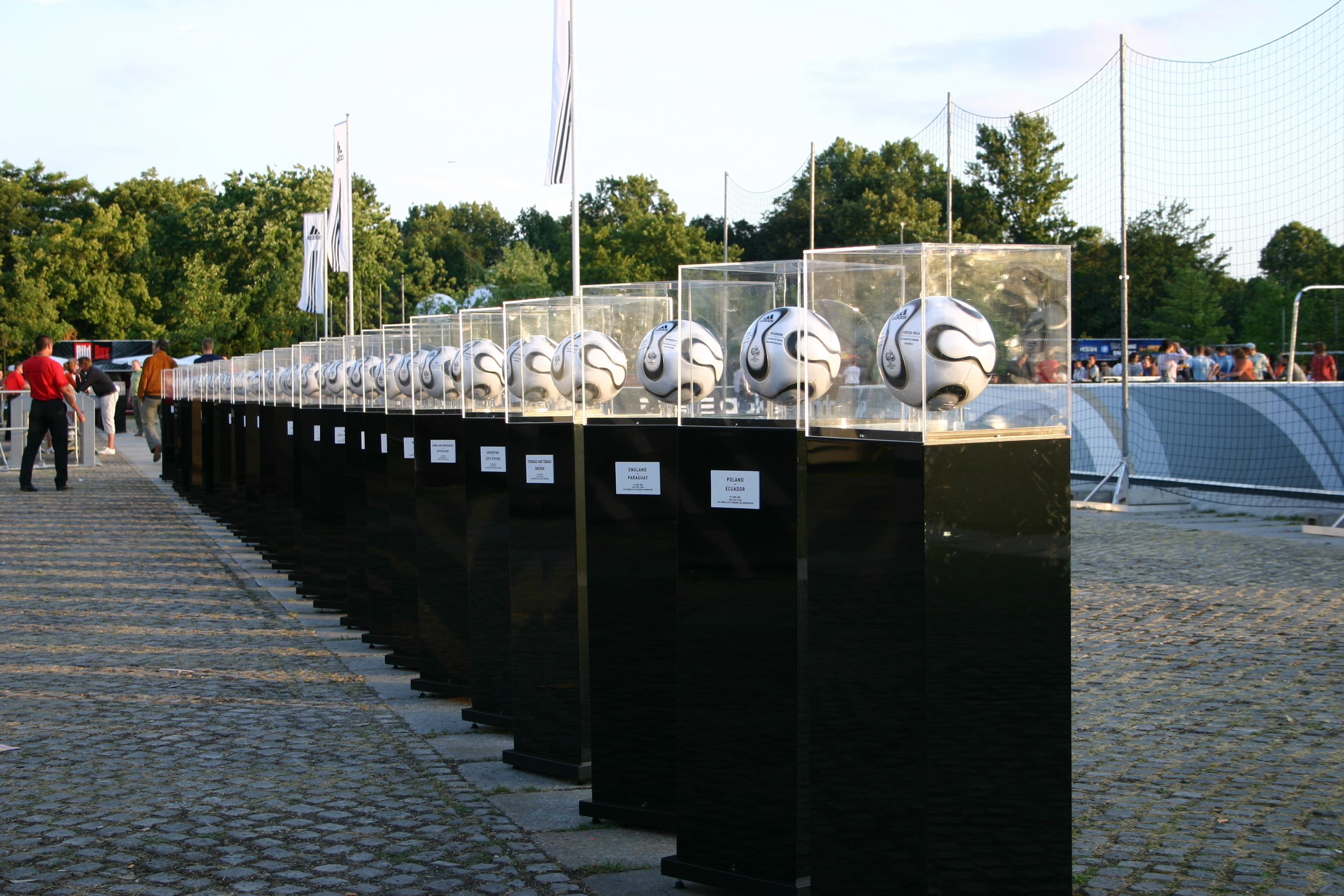
베를린 "축구계" 아디다스의 팀가이스트 전시물

2006년 FIFA 월드컵 본선에 진출한 32개국 연맹에게는 연습용 축구공 40개가 지급되었다. 2006년 FIFA 월드컵 본선에 사용된 축구공에는 경기장명, 경기에 출전하는 두 국가명, 경기 개시 시간이 새겨졌고, 보호 코팅이 씌워졌다.
결승전에는 특수 공인구인 +팀가이스트 베를린이 사용되었다. 팀가이스트 베를린은 기존의 팀가이스트와 같은 디자인을 사용했지만 표면을 금색, 흑색, 백색으로 강조한 것이 특징이다. 결승전에 진출한 프랑스, 이탈리아 대표팀에게는 연습용 결승전 공인구가 20개씩 지급되었다.

## 기술 사항
본래 이 공인구에 전자 추적 시스템을 도입하려 했지만, 페루에서 열린 2005년 U-17 월드컵을 계기로 계획이 폐기되었다.
|           | 국제 축구 연맹 표준     | 팀가이스트              |
| --------- | ----------------------- | ----------------------- |
| 둘레      | 68.5 – 69.5 cm          | 69.0 – 69.25 cm         |
| 직경      | ≤ 1.5% 편차             | ≤ 1.0% 편차             |
| 흡수율    | ≤ 10% 중량 증가         | ≤ 0.1% 중량 증가        |
| 질량      | 420 - 445 g             | 441 - 444 g             |
| 형태 회복 | 50 km·h−1 조건에 2000회 | 50 km·h−1 조건에 3500회 |
| 반동 높이 | ≤ 10 cm                 | ≤ 2 cm                  |
| 압력 손실 | ≤ 20%                   | ≤ 11%                   |

팀가이스트는 전통적인 텔스타의 32조각을 탈피한 최초의 월드컵 공인구이다. 이 공인구는 14조각으로 구성되어 있는데, 3조각이 맞붙는 꼭지점 수가 60% 줄어들었고,(60개에서 24개로) 조각 모서리 길이는 15% 줄어들었다.(400.5 cm에서 339.3 cm로) 2004년에 열접합 방식의 제조법을 도입하면서, 팀가이스트는 월드컵에 처음으로 신기술을 접목한 공인구를 선보였다. 공인구를 제작하기 위해 러프버러 대학교는 독일 바이에른 주 샤인펠트의 아디다스 축구 연구소와 협력하여 엄격한 실험을 실시했다.

## 비판
아디다스의 협찬을 받는 스위스의 요한 포겔과 잉글랜드의 데이비드 베컴을 비롯한 선수들은 새 공인구에 만족감을 나타냈다. 그러나 월드컵을 앞두고 많은 선수들이 비판을 하기도 했다. 새 공인구를 비판한 선수들로는 브라질 국가대표 호베르투 카를루스와 잉글랜드의 폴 로빈슨 등이 있었는데, 이들은 공이 너무 가볍고 우천시 공이 평소와는 다르다는 점에 불평을 제기했다. 공의 박음질 길이가 줄어들어 공기 저항이 줄어들었고, 공의 궤적도 바뀌었다.
아프리카 네이션스컵의 공인구로 활용된 "와와 아바"(Wawa Aba)도 대회에 참가한 선수들의 비판을 받았는데, 이집트의 호스니 압드 라보는 공을 주고 받기 나쁘다고 평했다.

## 팀가이스트 2
아디다스는 일본에서 열린 2007년 클럽 월드컵에서 팀가이스트 2를 선보였다. 이후 2008년에 공식적으로 시판하여 2008년 하계 패럴림픽에서 7인제 뇌성마비장애인 축구 공인구로 사용했다.

## 파생 공인구
아디다스는 여러 대회에서 +팀가이스트와 팀가이스트 2의 파생 공인구를 사용했다.
| 연도 | 파생 공인구명               | 사용 대회            |
| ---- | --------------------------- | -------------------- |
| 2006 | 팀가이스트                  | 2006년 월드컵        |
| 2006 | 팀가이스트 베를린           | 2006년 월드컵 결승전 |
|      | 팀가이스트 블루             |                      |
|      | 팀가이스트 레드             | 2006년 클럽 월드컵   |
| 2006 | 팀가이스트 RFEF             | 코파 델 레이 2006-07 |
| 2007 | 팀가이스트 블루 2007 차이나 | 2007년 여자 월드컵   |
| 2007 | 팀가이스트 레드 2007 캐나다 | 2007년 U-20 월드컵   |

이 공인구 외에도 2008년 하계 올림픽의 아디다스 팀가2스트 마그누스 모에니아와 유로 2008의 오이로파스도 팀가이스트의 파생 공인구로 볼 수 있다.

## 같이 보기
- FIFA 월드컵 공식 경기구
- 아디다스 오이로파스